# Пъб
Пъб, мн. ч. Пъбове  (на английски: Pub, съкращение от Public House, обществена къща, сграда) е вид питейно заведение, в което се продават алкохолни напитки.
Повечето пъбове предлагат продукцията на малка пивоварна, намираща се непосредствено в тях или наблизо. Бирата, сварена там, е основният асортимент на пъба.
Пъбове се срещат най-често в англоговорещите страни, като Великобритания, Ирландия, Канада, Австралия, Нова Зеландия, по-рядко – в САЩ. Пъбове има и в други страни, но там те не са преобладаващият тип питейни заведения.